# Takoma Park
Takoma Park è un comune degli Stati Uniti d'America, nella contea di Montgomery, nello Stato del Maryland. Si trova nelle immediate vicinanze della città di Washington con cui confina e nel censimento del 2000 contava poco più di 17 000 abitanti.
Takoma Park è molto famosa per le sue tendenze tolleranti.
È stata fondata nel 1883 da Benjamin Franklin Gilbert. Per diversi anni è stata il centro mondiale della Chiesa cristiana avventista del settimo giorno. Ted Wilson è nato il 10 maggio del 1950 a Takoma Park ed è l'attuale presidente della conferenza generale della Chiesa cristiana avventista del settimo giorno, eletto il 25 giugno del 2010.
Il 23 luglio 2007 il consiglio municipale della città di Takoma Park ha votato per l'"impeachement" del presidente statunitense George W. Bush e del suo vice Dick Cheney.
La città ospita l'Institute for Energy and Environmental Research (IEER), fondato nel 1987 allo scopo di monitorare il problema energetico, la sicurezza ambientale della produzione di armi nucleari e l'esaurimento dello strato di ozono. IEER publishes a variety of books on energy-related issues,

## Amministrazione
Il consiglio comunale di Takoma Park è composto da un sindaco e da un membro per ognuna delle sue sei circoscrizioni. Il sindaco in carica, eletto nel 2007, si chiama Bruce Williams.
I sindaci precedenti sono:
- Benjamin Franklin Gilbert (1890-1892)
- Enoch Maris (1892-1894)
- Samuel S. Shedd (1894-1902)
- John B. Kinnear (1902-1906)
- Wilmer G. Platt (1906-1912)
- Stephens W. Williams (1912-1917)
- Wilmer G. Platt (1917-1920)
- James L. Wilmeth (1920-1923)
- Henry F. Taff (1923-1926)
- Ben G. Davis (1926-1932)
- Frederick L. Lewton (1932-1936)
- John R. Adams (1936-1940)
- Oliver W. Youngblood (1940-1948)
- John C. Post (1948-1950)
- Ross H. Beville (1950-1954)
- George M. Miller (1954-1972)
- John D. Roth (1972-1980)
- Sammie A. Abbott (1980-1985)
- Stephen J. Del Giudice (1985-1990)
- Edward F. Sharp (1990-1997)
- Kathy Porter (1997-2007)
- Bruce Williams (2007-presente)

Il consiglio comunale è composto da sei rappresentanti, uno per ogni circoscrizione, eletti ogni due anni.